# Соломіївка
Соломі́ївка — село в Україні, у Дубровицькій міській громаді Сарненського району Рівненської області. До 2020 у підпорядкуванні Соломіївській сільській раді. Населення становить 569 осіб (2011).
Розташоване на лівому березі річки Горинь за 11 кілометрів від адміністративного центру територіальної громади. У селі діє будинок культури, бібліотека, фельдшерсько-акушерський пункт, відділення Укрпошти.[джерело?]

## Назва
Польською мовою згадується як Sołomijówka, російською — як Соломіевка.

## Географія
Площа села — 0,7 км². Поблизу села — річка Горинь. Згідно з дослідженням 2017 року, за яким оцінювалися масштаби антропогенної трансформації території Дубровицького району внаслідок несанкціонованого видобутку бурштину, екологічна ситуація села характеризувалася як «передкризова».

### Клімат
Клімат у селі вологий континентальний («Dfb» за класифікацією кліматів Кеппена). Опадів 611 мм на рік. Найменша кількість опадів спостерігається в березні й сягає у середньому 28 мм. Найбільша кількість опадів випадає в червні — близько 89 мм. Різниця в опадах між сухими та вологими місяцями становить 61 мм. Пересічна температура січня — -5,6 °C, липня — 18,6 °C. Річна амплітуда температур становить 24,2 °C.
| Клімат Соломіївки                 | Клімат Соломіївки | Клімат Соломіївки | Клімат Соломіївки | Клімат Соломіївки | Клімат Соломіївки | Клімат Соломіївки | Клімат Соломіївки | Клімат Соломіївки | Клімат Соломіївки | Клімат Соломіївки | Клімат Соломіївки | Клімат Соломіївки | Клімат Соломіївки |
| Показник                          | Січ.              | Лют.              | Бер.              | Квіт.             | Трав.             | Черв.             | Лип.              | Серп.             | Вер.              | Жовт.             | Лист.             | Груд.             | Рік               |
| Середній максимум, °C             | −2,6              | −1,4              | 3,4               | 12,4              | 19,3              | 22,9              | 23,9              | 23,1              | 18,3              | 11,9              | 4,8               | 0,0               | 11,3              |
| Середня температура, °C           | −5,6              | −4,6              | −0,3              | 7,5               | 13,7              | 17,5              | 18,6              | 17,7              | 13,3              | 7,9               | 2,3               | −2,5              | 7,1               |
| Середній мінімум, °C              | −8,5              | −7,7              | −3,9              | 2,7               | 8,2               | 12,1              | 13,3              | 12,3              | 8,4               | 3,9               | −0,2              | −5                | 3,0               |
| Норма опадів, мм                  | 36                | 30                | 28                | 42                | 57                | 89                | 81                | 64                | 57                | 44                | 41                | 42                | 611               |
| --------------------------------- | ----------------- | ----------------- | ----------------- | ----------------- | ----------------- | ----------------- | ----------------- | ----------------- | ----------------- | ----------------- | ----------------- | ----------------- | ----------------- |
| Джерело: Climate-Data.org (англ.) |                   |                   |                   |                   |                   |                   |                   |                   |                   |                   |                   |                   |                   |

## Історія

### Виникнення села (1780—1795)
Село вперше згадується 1780 року.
Виникло село за часів перебування цієї території в складі Речі Посполитої. Відомо, що село спочатку називалося Селище і ця назва зафіксована на Спеціальних мапах «Спеціальній карті Західної частини Росії» Шуберта 1826—1840 років, а починаючи о 1850-1860-хх років Забара, найімовірніше, що так воно називалося в 50-х роках XIX століття. Сучасна ж назва села походить від імені панни Соломені, яка заснувала неподалік від території, на якій зараз розташоване село Соломіївка, власний маєток. Жителі говорять, що пані була досить заможною й, відповідно, збудувала чимале господарство, яке з часом спричинило виникнення двох сіл — Соломіївки та Кураша.[джерело?]
Для роботи в господарстві наймалось багато людей, і з часом, для зручності вони почали оселятися на території, на якій нині і розташоване село. Господарство включало в себе розведення риби в ставках, розведення коней та телят, землеробство.[джерело?]
В минулому село мало важливе транспортне значення. Через село, від лісу, перпендикулярно центральній вулиці проходила насипна дорога-гребля, яка йшла до самої річки Горинь, через яку був побудований дерев'яний міст. Міст був побудований для того, щоб існувало сполучення з центром Любиковицької гміни, який знаходився в Любиковичах.[джерело?]

### У складіІмперії
Після третього поділу Польщі в 1795 році селі відійшло до Російської Імперії. Соломіївка остаточно почала називатися сучасною назвою. Хоча називалася вона на лад тієї країни під пануванням якої знаходилася.[джерело?]
У 1906 році село входило до складу Любиковицької волості Рівненського повіту Волинської губернії Російської імперії.
В роки Першої Світової війни на території села відбувалися незначні бої, однак з села на війну пішло чимало чоловіків.[джерело?]

### Соломіївка в міжвоєнний період
По закінченні Першої Світової війни, буквально через кілька тижнів по її закінченні в Орв'яниці А.Правник організував повстанський загін, який брав участь в Дубровицькому збройному повстанні. З Соломіївки чимало селян також примкнули до повсталих.[джерело?]
В цілому міжвоєнний період був сприятливим для розвитку села. Щоправда міст який проходив через річку Горинь більшовиками був знищений приблизно в 1917–1918 роках.[джерело?]
В 1921–1939 роках село також було під владою Польщі. Воно ввійшло в складі Сарненського повіту Поліського воєводства. Тут існувало вже кілька заможних господарств. Місцеве населення йдучи на службу до польських маєтків отримувало чималу платню й змогла завести власні господарства. оскільки лісу було вдосталь, то по річці Горинь сплавляли багато лісу. В це й же час селяни починають масово отримувати землю. Землю викупали в великих господарств, які мали надлишок землі. Окремі селяни виїжджали на заробітки за кордон (в США та Канаду) і повертаючись викупляли луг, ліс, поля. Крім того завозили нові земляні культури — наприклад полуниця була завезена Катрушиним Петром Васильовичем в першій третині ХХ ст.[джерело?]
У 1921 році село входило до складу гміни Любиковичі Сарненського повіту Поліського воєводства Польської Республіки. 1930 року Сарненський повіт приєднаний до складу Волинського воєводства. У 1936 році входило до однойменної громади, до якої також належало селище Адольфів.
Польська адміністрація планувала побудувати в селі школу, де б навчали дітей грамоти. Село в той час було розкидане на окремі хутори й територіально розташовувалось на значній відстані від шляху. Школа мала бути в середині між хуторами для того, щоб всім було в однаковій мірі близько й зручно добиратися.[джерело?]
В минулому село мало важливе транспортне значення. Через село, від лісу, перпендикулярно центральній вулиці проходила насипна дорога-гребля, яка йшла до самої річки Горинь, через яку був побудований дерев'яний міст. Міст був побудований для того, щоб існувало сполучення з центром Любиковицької гміни, який знаходився в Любиковичах.[джерело?]
Місцеве населення часто працювало в Клесові в каменоломні. Причому серед вихідців з села були і регулярні працівники, які були офіційно працевлаштовані і отримували платню цілий рік. Для того щоб добитися цього було необхідно сумлінно відпрацювати в каменоломні 3 роки, після чого офіційно зараховували на службу. а робота дозволяла отримувати гарний прибуток.[джерело?]
Польська адміністрація планувала провести неподалік від села залізницю, для чого були виконані абсолютно всі проектувальні та вимірювальні роботи. Однак реалізації цього задуму завадила Друга Світова Війна, оскільки Польща стала об'єктом посягання для Німеччини та СРСР.[джерело?]
18 вересня 1939 року в рамках вторгнення СРСР до Польщі Соломіївка була захоплена СРСР.[джерело?]
В 1939 році, по встановленні радянської влади в селі, в хаті в якій жили поляки, на вулиці яка нині називається Старосільська була створена початкова школа. Навчання велось в ній перші 3 класи.[джерело?]

### Друга світова війна
Друга світова війна почалася в 1939 році, однак в село прийшли більшовики і в ході вторгнення СРСР в Східну Польщу ніяких інцидентів не відбувалося. Поряд з селом почалося інтенсивне будівництво військових аеродромів. Їх було аж 2. Перший знаходився між Соломієвкою та селом Білаші, ближче до останнього й будувався ще до початку військових дій. Інший же був побудований поряд з лісом між селами Соломієвка та Орв'яниця. Перший не встигли добудувати і в повній мірі оснастити всім необхідним, а другий аеродром був польовим й діяв в роки Другої світової війни.
У роки Другої світової війни деякі мешканці села долучилися до національно-визвольної боротьби в лавах УПА та ОУН. Загалом встановлено 46 жителів села, які брали участь у визвольних змаганнях, з них 32 загинуло, 14 було репресовано.
В роки війни значних бойових дій на території села не відбувалось. В перші дні німецько-радянської війни часто над селом відбувалися повітряні бої радянської та німецької авіації. Радянські літаки зазвичай поступалися в своїх можливостях німцям і були змушені втікати на небезпечно низьких висотах над землею, щоб уникнути переслідування. Це мало не призвело до жертв, оскільки кілька разів літаки мало не врізалися в будинок, що знаходиться на Соломіївському хуторі. Однак на цій території активно діяли бандерівці, які вели підпільну роботи проти німецьких загарбників, та проти радянських партизанських підрозділів.
Більшість диверсій, які були влаштовані в районі села були здійснені саме бендерівцями, втім ці заслуги приписав собі радянський партизанський рух. Діяльність радянських партизан переважно зводилася до розвідки та грабунку місцевого населення. Діяльність УПА ширилася й на території села, результатом стала консолідація активних борців проти німців невеликої кількості людей, з Соломіївки та навколишніх сіл. Основною їх діяльністю було шкідництво, та диверсії на залізниці. За відсутності вибухівки вони розтягували залізничне полотно — унеможливлювали рух по колії сполученням Сарни-Дубровиця.
Жителів же самого села німці притягували до примусових робіт в каменоломнях в Клесів та на лісозаготівлі, в першому зобов'язані були працювати ті, в кого в господарстві були воли та інша тяглова сила.
Коли радянські війська розпочали масштабний наступ, через село відступали угорські збройні частини, які зводили свої вимоги до місцевого населення до продуктів харчування. Село було звільнено від німців орієнтовно 10-11 січня 1944, військами 1 Українського фронту. Після визволення села радянськими військами в Соломіївці тривалий час зберігався порядок, який був під час польського панування. Щоправда були ліквідовані вкрай заможні господарства.

#### Ветерани війни

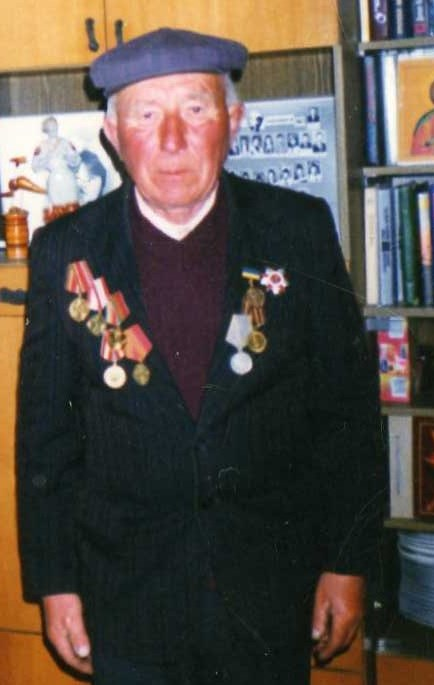
Стельмах Мирон Іванович, житель с. Соломіївка, ветеран ВВв

Стельмах Мирон Іванович [Архівовано 4 березня 2016 у Wayback Machine.]

### Післявоєнний період
Після закінчення війни в селі розпочалася післявоєнна відбудова. Була відбудована та відновлена робота початкової школи. Втім вона проіснувала недовго.
У 1947 році село Соломіївка разом з хутором Березівка підпорядковувалося Соломіївській сільській раді Дубровицького району Ровенської області УРСР.
Примітною подією стала висадка шпигунського десанту в 1947 поряд з селом. 2 літаки здійснили закидання іноземних шпигунів поряд з селом. Після висадки вони одразу зникли в лісі, що ріс неподалік. Радянські військові, які з'явилися трохи згодом, їх не виявили. Свідками висадки стали Мосійчук Юрій Кирилович та Люлька Іван Петрович.
1950 року в селі збудований будинок культури та бібліотека.
В 1949 році в селі розпочався процес колективізації. У Соломіївці був створений колгосп «Ленінець», будівництво якого було завершене 1950 року. В його підпорядкуванні знаходилось 4607 га землі, в тому числі 1960 га орної. Тоді ж були побудовані будівлі центрального магазину, сільський клуб. В селі дещо згодом була побудована першокласна лазня, в яку приїжджали навіть з районних центрів.
Також було побудовано будинок сільської ради. Так радянська влада міцно закріпила власний лад в селі.
В 1964 році був побудований перший цегляний будинок Мосійчуком Юрієм Кириловичем. Після цього розпочалось оновлення забудови села.
Міст який проходив через річку Горинь більшовиками був знищений, втім гребля місцями все ще простежується до самого села Білятичі, а в воді в посушливу погоду видно, що дерев'яні палі стоять і досі. Греблю яка була насипана з каміння в 1970-х роках спеціально розрівняли бульдозерами.
Також в 1970-ті роки шлях, який проходив через село почали заасфальтовувати. Паралельно цьому заасфальтовано переважну більшість доріг по селу. Після цього план села набуває сучасного вигляду. З'являються чотири вулиці: Центральна, Старосільська, Весняна та Молодіжна.
Щороку 19 серпня відзначається день села Соломіївка.
Відповідно до прийнятої в грудні 1989 року постанови Ради Міністрів УРСР село занесене до переліку населених пунктів, які зазнали радіоактивного забруднення внаслідок аварії на Чорнобильській АЕС, жителям виплачувалася грошова допомога. Згідно з постановою Кабінету Міністрів Української РСР, ухваленою в липні 1991 року, село належало до зони гарантованого добровільного відселення. На кінець 1993 року забруднення ґрунтів становило 1,88 Кі/км² (137Cs + 134Cs), молока — 3,2 мКі/л (137Cs + 134Cs), картоплі — 0,47 мКі/кг (137Cs + 134Cs), сумарна доза опромінення — 111 мбер, з якої: зовнішнього — 24 мбер, загальна від радіонуклідів — 87 мбер (з них Cs — 78 мбер, Sr — 8 мбер).
Відповідно до Розпорядження Кабінету Міністрів України від 12 червня 2020 року № 722-р «Про визначення адміністративних центрів та затвердження територій територіальних громад Рівненської області» увійшло до складу Дубровицької міської громади.

## Населення
Станом на 1 січня 2011 року населення села становить 569 осіб. Густота населення — 842,86 особи/км².
Станом на 1859 рік, у селі поміщицькому Соломіївці налічувалося 18 дворів та 140 жителів (73 чоловіків і 67 жінок), з них 137 православних і 3 юдеї.
Станом на 1906 рік у селі було 46 дворів та мешкали 304 особи.
Станом на 10 вересня 1921 року в селі налічувалося 73 будинки та 428 мешканців, з них: 214 чоловіків та 214 жінок; 412 православних та 16 юдеїв; 412 українців та 16 євреїв.
Згідно з переписом УРСР 1989 року чисельність наявного населення села становила 627 осіб, з яких 286 чоловіків та 341 жінка. На кінець 1993 року в селі мешкало 644 жителів, з них 137 — дітей.
За переписом населення України 2001 року в селі мешкали 583 особи.

### Мова
Розподіл населення за рідною мовою за даними перепису 2001 року:
| Мова       | Відсоток |
| ---------- | -------- |
| українська | 99,49 %  |
| російська  | 0,34 %   |
| білоруська | 0,17 %   |

### Вікова і статева структура
Структура жителів села за віком і статтю (станом на 2011 рік):
| Вік   | Чоловіків | Жінок | Разом |
| ----- | --------- | ----- | ----- |
| 0-17  | 66        | 61    | 127   |
| 18-39 | 96        | 79    | 175   |
| 40-59 | 70        | 63    | 133   |
| 60+   | 65        | 69    | 134   |
| Разом | 297       | 272   | 569   |

### Соціально-економічні показники
| Працездатне населення | Працездатне населення | Працездатне населення | Працездатне населення | Працездатне населення | Працездатне населення | Непрацездатне населення | Непрацездатне населення | Непрацездатне населення | Непрацездатне населення | Непрацездатне населення | Непрацездатне населення | Все населення |
| Чоловіки              | Чоловіки              | Жінки                 | Жінки                 | Разом                 | Разом                 | Чоловіки                | Чоловіки                | Жінки                   | Жінки                   | Разом                   | Разом                   | 569           |
| ос.                   | %                     | ос.                   | %                     | ос.                   | %                     | ос.                     | %                       | ос.                     | %                       | ос.                     | %                       | 569           |
| --------------------- | --------------------- | --------------------- | --------------------- | --------------------- | --------------------- | ----------------------- | ----------------------- | ----------------------- | ----------------------- | ----------------------- | ----------------------- | ------------- |
| 151                   | 27                    | 156                   | 28                    | 307                   | 55                    | 66                      | 14                      | 71                      | 12                      | 137                     | 24                      | 569           |

| Зайняті  | Зайняті  | Зайняті | Зайняті | Зайняті | Зайняті | Безробітні | Безробітні | Безробітні | Безробітні | Безробітні | Безробітні | Все населення |
| Чоловіки | Чоловіки | Жінки   | Жінки   | Разом   | Разом   | Чоловіки   | Чоловіки   | Жінки      | Жінки      | Разом      | Разом      | 569           |
| ос.      | %        | ос.     | %       | ос.     | %       | ос.        | %          | ос.        | %          | ос.        | %          | 569           |
| -------- | -------- | ------- | ------- | ------- | ------- | ---------- | ---------- | ---------- | ---------- | ---------- | ---------- | ------------- |
| 11       | 4        | 16      | 6       | 27      | 10      | 43         | 17         | 51         | 20         | 94         | 36         | 569           |

| Дорослі | Діти | Пенсіонери | Інваліди Німецько-радянської війни | Учасники бойових дій | Інваліди всіх груп і категорій | Люди, які обслуговуються служб. соц. допом. на дому | Неповні сім'ї | Діти з неповних сімей | Багатодітні сім'ї | Діти з багатодітних сімей | Діти-інваліди | Діти-сироти | Одинокі багатодітні матері |
| ------- | ---- | ---------- | ---------------------------------- | -------------------- | ------------------------------ | --------------------------------------------------- | ------------- | --------------------- | ----------------- | ------------------------- | ------------- | ----------- | -------------------------- |
| 428     | 131  | 192        | 2                                  | 11                   | 34                             | 5                                                   | 10            | 12                    | 12                | 36                        | 11            | 5           | 1                          |

## Політика

### Органи влади
До 2020 року місцеві органи влади були представлені Соломіївською сільською радою.

### Вибори
Село входить до виборчого округу № 155. У селі розташована виборча дільниця № 560287. Станом на 2011 рік кількість виборців становила 413 осіб.

## Культура
У селі працює Соломіївський сільський клуб на 209 місць. Діє Соломіївська публічно-шкільна бібліотека, книжковий фонд якої становлять 8711 книг та яка має 12 місць для читання, 1 особу персоналу, кількість читачів — 500 осіб.

## Релігія
Список конфесійних громад станом на 2019 рік:
| Релігійна громада УПЦ | ПЦУ | 17 лютого 2019 | - | - | [ 29 ] |
| — православні.        |     |                |   |   |        |

## Промисловість
У селі розміщене промислове приватне сільськогосподарське підприємство «Промінь».
Село розташоване вздовж автошляху Н25, що з'єднує село з Сарнами — Зарічним — Століном. Транзитність села сприяє тому, щоб село не занепадало, колгосп «Промінь» (перейменований «Ленінець») через нераціональне господарювання занепав і масштаб діяльності вже значно менший. Втім з часом в селі розпочали підприємницьку діяльність окремі хазяї і в кооперації з іншими ґаздами створюють робочі місця та забезпечують необхідний рівень господарювання на людських полях. Відбувається поступове повернення в село людей, які колись тут мешкали й виїхали з нього в радянські роки. Вдале розташування та демографічна ситуація сприяє тому, що в селі пустує всього лише кілька господарств, натомість з'являються й абсолютно нові.[джерело?]
Вдале розташування призвело до того, що в центрі працює 4 магазини та кафе у вечірній час. В лісі, що неподалік ведеться лісозаготівля.[джерело?]
Лазня яка не працювала з середини 1990-х років в 2012—2013 рр. була перебудована і там діє цех обробки бурштину. Саме завдяки видобутку та обробці бурштину, який приносить чималі прибутки матеріальне становище мешканців значно поліпшилось. Це зменшило відтік мешканців на заробітки.[джерело?]

## Інфраструктура
У селі наявний сквер площею 500 м². Наявне відділення поштового зв'язку.

## Соломіївка на мапах різних часів

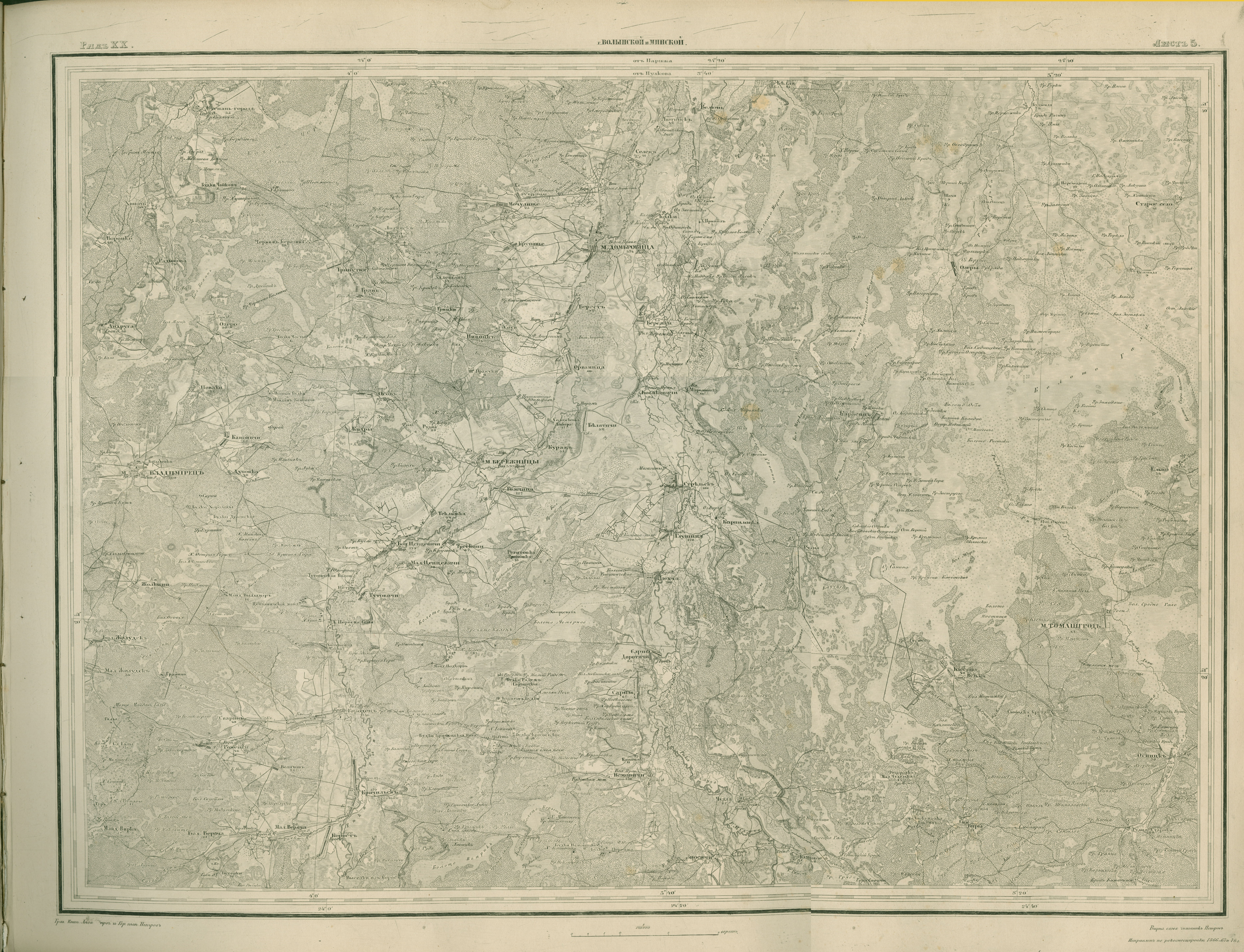
Мапа з нанесеним селом Соломіївка, датована 1857 роком
Соломіївка на американській мапі першої половини 1940-х років
Соломіївка на німецькій мапі, що датована 1940 роком

#### Книги
- Соломіївка // Історія міст і сіл Української РСР. Ровенська область. — К. : Головна редакція УРЕ АН УРСР, 1973. — С. 292. — 15 000 прим.

#### Офіційні дані та нормативно-правові акти
- Паспорт Дубровицького району (станом на 1 січня 2011 року) (doc). Дубровицька районна рада. Архів оригіналу за 10 лютий 2015. Процитовано 16 жовтня 2019.